# Sainte-Foy (Saône-et-Loire)
Sainte-Foy é uma comuna francesa na região administrativa de Borgonha-Franco-Condado, no departamento de Saône-et-Loire. Estende-se por uma área de 8,3 km². Em 2010 a comuna tinha 140 habitantes (densidade: 16,9 hab./km²).